# 第35F海軍航空隊
第35F海軍航空隊（フランス語：Flottille 35F）は、フランス海軍海軍航空隊の一つ。 1969年9月1日に創設された。

## 配備基地

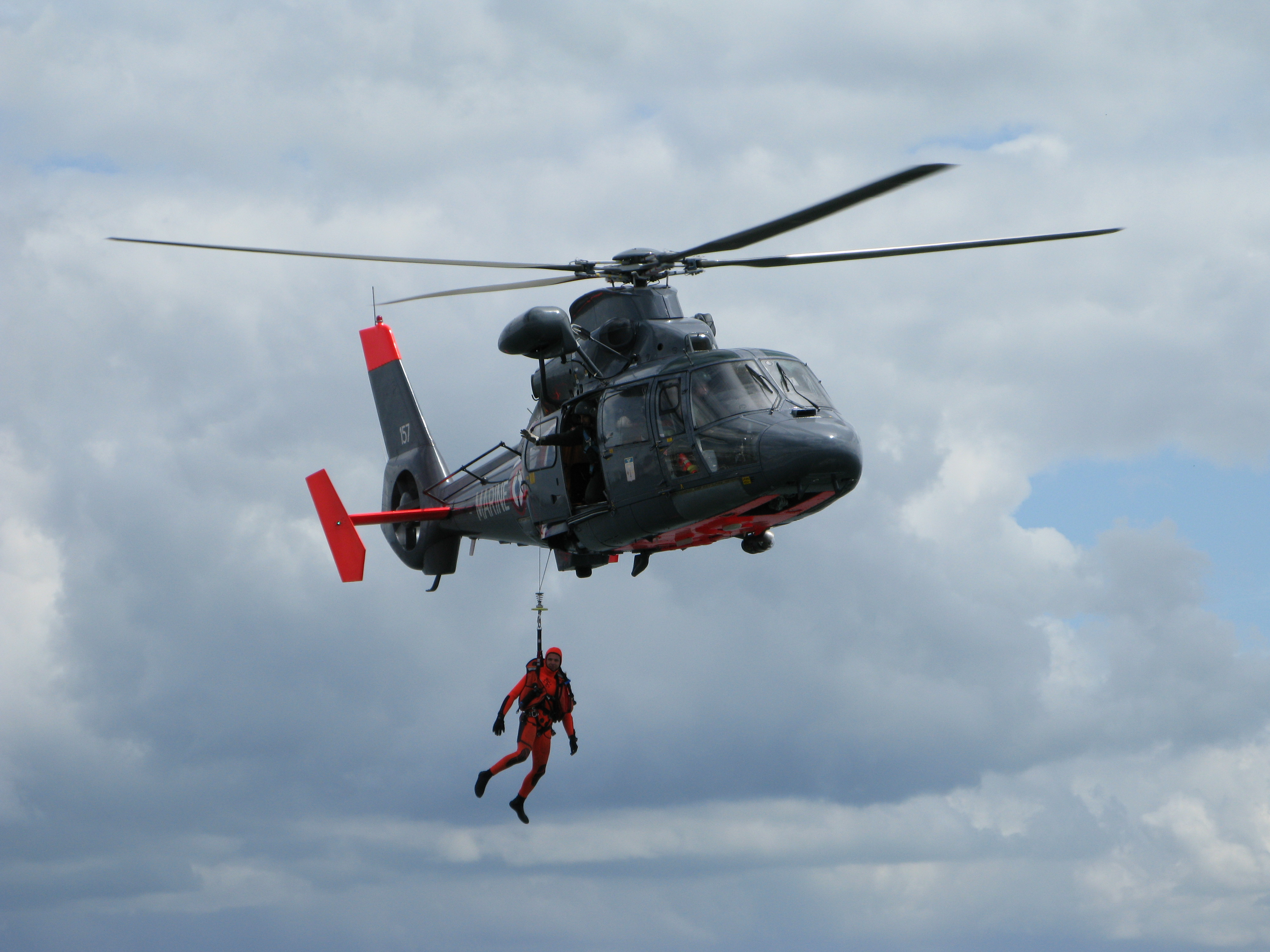
Demonstration of an offshore rescue - Helicopter of French Marine - Dauphin SP SA-365N, Flottille 35F - Brest, France

- サン＝モンディリエ海軍航空基地（1979年6月 - 1979年10月）
- ランヴェオック＝プルミック海軍航空基地（1979年10月 - 1998年9月）
- サン＝モンディリエ海軍航空基地（1999年10月 - 2004年1月）
- ディエール・ル・パリヴェストル海軍航空基地（2004年1月 - ）

## 装備機
- シュド・アビアシオン アルエットIII（1979年6月 - 1998年9月）
- アグスタウェストランド リンクス（1979年6月 - 1990年1月）
- シュド・エスト SE.3130（1991年7月 - 1997年12月）
- アエロスパシアル AS 565SA（1993年1月 - 1995年9月）
- アエロスパシアル AS 365N-SP（1994年1月 - 1998年9月）
- シュド・アビアシオン シュペルフルロン（1999年10月 - 2001年5月）
- シュド・アビアシオン アルエットIII（1999年10月 - ）
- アエロスパシアル AS 365N-SP[1]（1999年10月 - ）